# Gustavs kyrka
Gustavs kyrka (finska: Kustavin kirkko) är en luthersk kyrka i Gustavs i det finländska landskapet Egentliga Finland. Kyrkan är en träkyrka med sadeltak, som byggdes av Johan Höckert år 1783 genom att höja och utvidga den tidigare kyrkan.
Gustavs kyrka är huvudkyrka för Gustavs församling. Den utgör en värdefull byggd kulturmiljö av riksintresse och är därmed skyddad enligt lag.

## Historia och arkitektur
För de svenska gudstjänsterna uppfördes tidigt Sankt Johannes predikohus i Norrby där svenska gudstjänster hölls ännu under senare delen av 1600-talet. För de finska gudstjänsterna uppfördes 1676 Sankt Jakobs kapell i Gunnarsby. Inrättandet av Postvägen och uppgrundningen av den innersta delen av farleden gjorde att socknens centrum flyttade till Kivimaa by. Sankt Jakobs kapell revs och återuppfördes i Kivimaa år 1783. Kyrkan och församlingen fick namnet Gustavs till ära för konungen.
Gustavs kyrka är korsformad med en 
sakristia i den östra gaveln. Innertaket är gjort av trävalv och det yttre taket är ett spåntak. Gustavs kyrka har 480 sittplatser och en total yta på 338 m².
Kyrkans orgel tillverkades av Kangasala orgelfabrik år 1952. Den var ursprungligen placerat i Reso kyrka och flyttades till Gustavs år 1969. Altartavlan är uppdelad i två delar och skildrar nattvarden och Jesu korsfästelse och är målad av Jonas Bergman år 1744. Predikstolen härstammar från 1600-talet. Klockstapeln flyttades till kyrkan från Gunnarsby  år 1793. Det finns tre klockor i stapeln.
Gustavs kyrka har genomgått flera reparationer: 1876-1879, 1895, 1903, 1921, 1928 och 1965. Mellan 1876 och 1879 förnyades kyrkosalen enligt länsarkitekten Carl Johan von Heidekens ritningar. Reparationen år 1928 genomfördes enligt länsarkitekt Gunnar Wahlroos ritningar. Sockenmagasinet finns vid kyrkoområdets västra port, och operationsrummet från 1929 ligger i kyrkogårdens norra ände.
På hjältegravsområdet finns ett monument designat av skulptören Jussi Vikainen.